# Manuel Félix Díaz
Félix Manuel Díaz Guzman (Santo Domingo, 10 dicembre 1983) è un pugile dominicano.
Ha vinto la medaglia d'oro olimpica nel pugilato alle Olimpiadi 2008 svoltesi a Pechino, in particolare nella categoria pesi superleggeri.
Ha partecipato anche alle Olimpiadi 2004 ad Atene.
Inoltre ha ottenuto una medaglia d'oro ai giochi centramericani e caraibici nel 2002 e una medaglia di bronzo ai giochi panamericani nel 2003, in entrambe le occasioni nella categoria pesi leggeri.